# اثرات تشعشع
تشعشع می‌تواند به عنوان یک انرژی در نظر گرفته شود که به صورت پرتو یا ذراتی با سرعت فوق‌العاده بالا حرکت می‌کند. انواع مختلفی از تشعشع در طبیعت وجود دارد که می‌تواند به دو گروه تشعشع الکترومغناطیسی و تشعشع ذرات، دسته‌بندی شود.
تشعشع الکترومغناطیسی: شکلی از انرژی هستند که این تشعشعات در هر کجای جهان یافت می‌شوند. تشعشعات الکترومغناطیسی به صورت امواجی که طول‌موج‌های مختلفی دارند، حرکت می‌کنند و امواج رادیویی بلندترین طول موج را دارند. شکل دیگر تشعشعات الکترومغناطیسی ریز موج‌ها (مایکروویوها)، مادون قرمز (فروسرخ)، نور مرئی، ماوراء بنفش (فرابنفش)، اشعه‌های ایکس و اشعه‌های گاما است که کوتاه‌ترین طول موج را دارا هستند.
تشعشع ذرات: در آن ذراتی که به سرعت حرکت می‌کنند و دارای انرژی و جرم هستند، در این نوع از تشعشع ممکن است ذرات آلفا، بتا یا نوترون رها شوند.
انواع خاصی از تشعشعات (پرتوهای الکترونی، اشعه ایکس و اشعه ماوراء بنفش) انرژی کافی برای نفوذ در یک نمونه پلیمری و برهمکنش با اتم‌های سازنده یا الکترون‌های آن‌ها دارند.

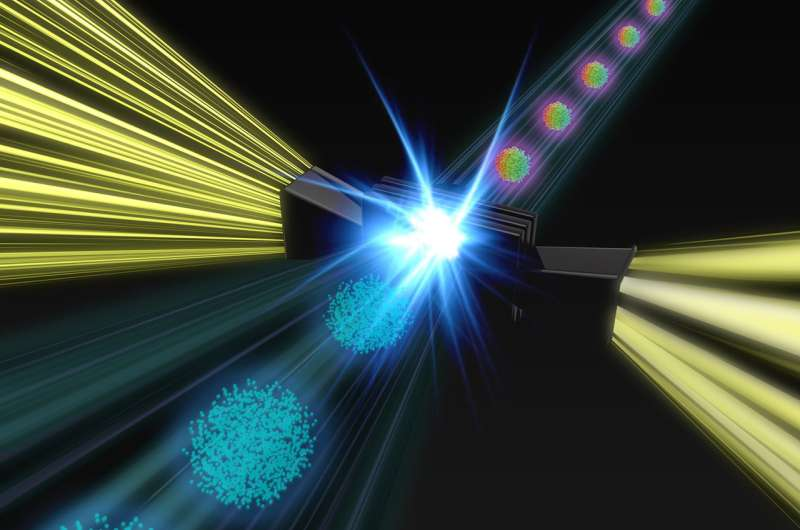
پرتوهای الکترونی

یکی از این واکنش‌ها یونیزاسیون است که در آن تابش یک الکترون مداری را از یک اتم خاص حذف می‌کند و آن اتم را به یک یون با بار مثبت تبدیل می‌کند. در نتیجه، یکی از پیوندهای کووالانسی مرتبط با اتم خاص شکسته می‌شود و در آن نقطه، اتم‌ها یا گروه‌هایی از اتم‌ها بازآرایی می‌شوند. این شکستن پیوند بسته به ساختار شیمیایی پلیمر و همچنین به دوز تابش، منجر به بریدگی یا اتصال عرضی در محل یونیزاسیون می‌شود. تثبیت کننده‌ها ممکن است برای محافظت از پلیمرها از آسیب تشعشع اضافه شوند. در استفاده روزمره، بیشترین آسیب تشعشع به پلیمرها توسط تابش UV ایجاد می‌شود. پس از قرار گرفتن در معرض طولانی مدت، بیشتر لایه‌های پلیمری شکننده، تغییر رنگ، ترک خوردگی و شکستگی می‌شوند. به عنوان مثال، چادرهای کمپینگ شروع به پاره شدن می‌کنند، داشبوردها ترک می‌خورند و پنجره‌های پلاستیکی کدر می‌شوند. مشکلات تشعشع برای برخی کاربردها شدیدتر است. پلیمرهای موجود در وسایل نقلیه فضایی باید پس از قرار گرفتن طولانی مدت در معرض تشعشعات کیهانی در برابر تخریب مقاومت کنند. به‌طور مشابه، پلیمرهایی که در راکتورهای هسته‌ای استفاده می‌شوند باید سطوح بالایی از تشعشعات هسته‌ای را تحمل کنند. توسعه مواد پلیمری که می‌توانند در برابر این محیط‌های شدید مقاومت کنند یک چالش مداوم است. همه پیامدهای قرار گرفتن در معرض تشعشع مضر نیستند. اتصال عرضی ممکن است توسط تابش برای بهبود رفتار مکانیکی و ویژگی‌های تخریب ایجاد شود. به عنوان مثال، تشعشع به صورت تجاری برای اتصال عرضی پلی اتیلن به منظور افزایش مقاومت آن در برابر نرم شدن و جریان در دماهای بالا استفاده می‌شود. در واقع، این فرایند ممکن است بر روی محصولاتی که قبلاً ساخته شده‌اند انجام شود.

## تشعشع‌سنج

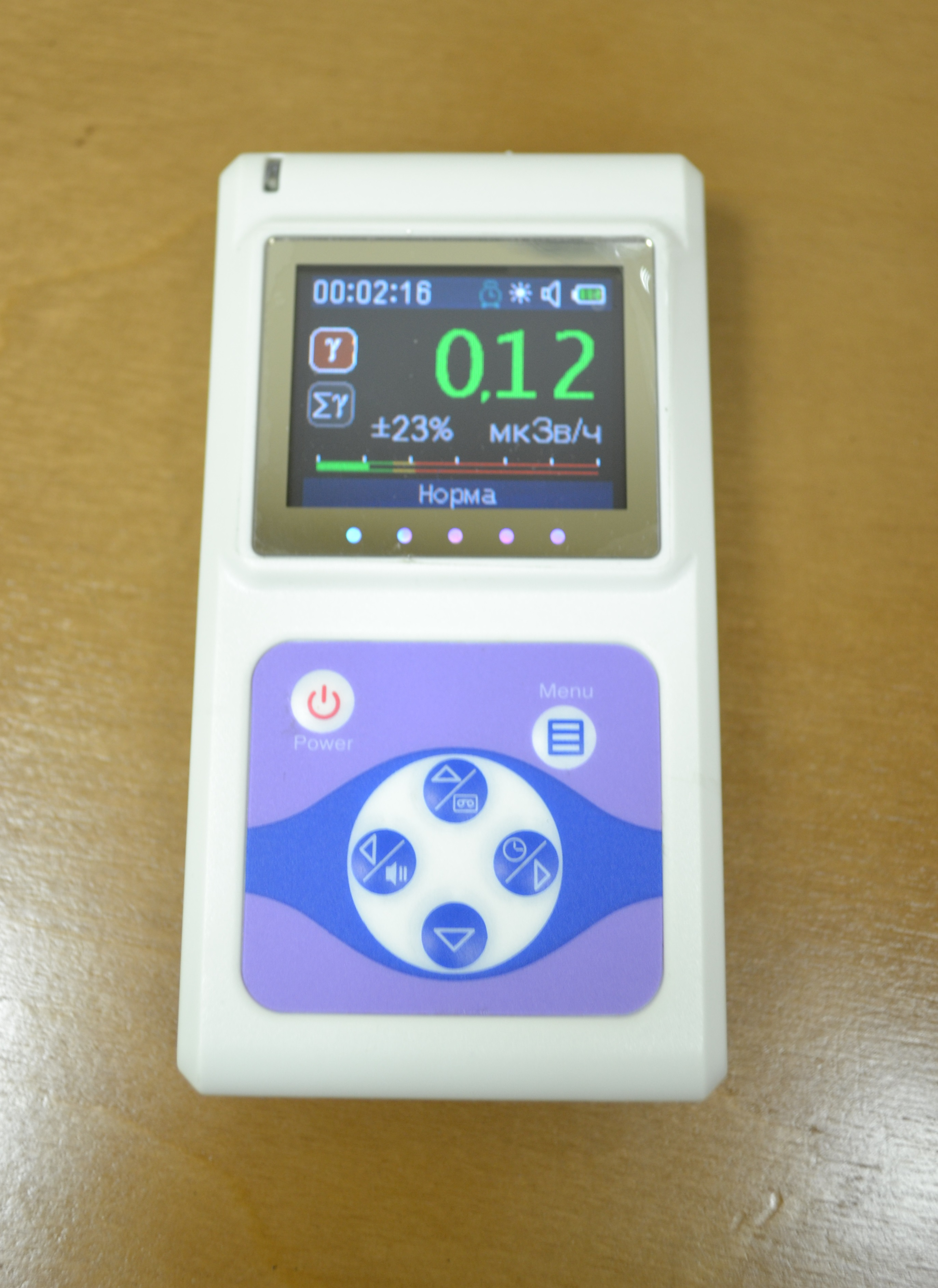
دستگاه تشعشع‌سنج

تشعشع سنج یک وسیله با دقت بالا می‌باشد که میزان جذب دوز از تابش یون‌ساز خارجی و انباشتگی اشعه‌های α، β ، γ و اشعه ایکس را اندازه‌گیری کرده و بر روی یک نمایشگر LCD نشان می‌دهد، همچنین دارای رابط بلوتوث می‌باشد که امکان ارزیابی اطلاعات جمع آوری شده را بر روی کامپیوتر فراهم می‌کند.
۳ نوع رایج سنسورهای تشعشع شامل موارد زیر می‌باشد:
1. سنسورهای تشعشع پر شده از گاز
2. سنسورهای تشعشع حالت جامد
3. سنسورهای تشعشع که از خود اشعه ساطع می‌کنند

## تأثیر تشعشعات الکترومغناطیس بر انسان

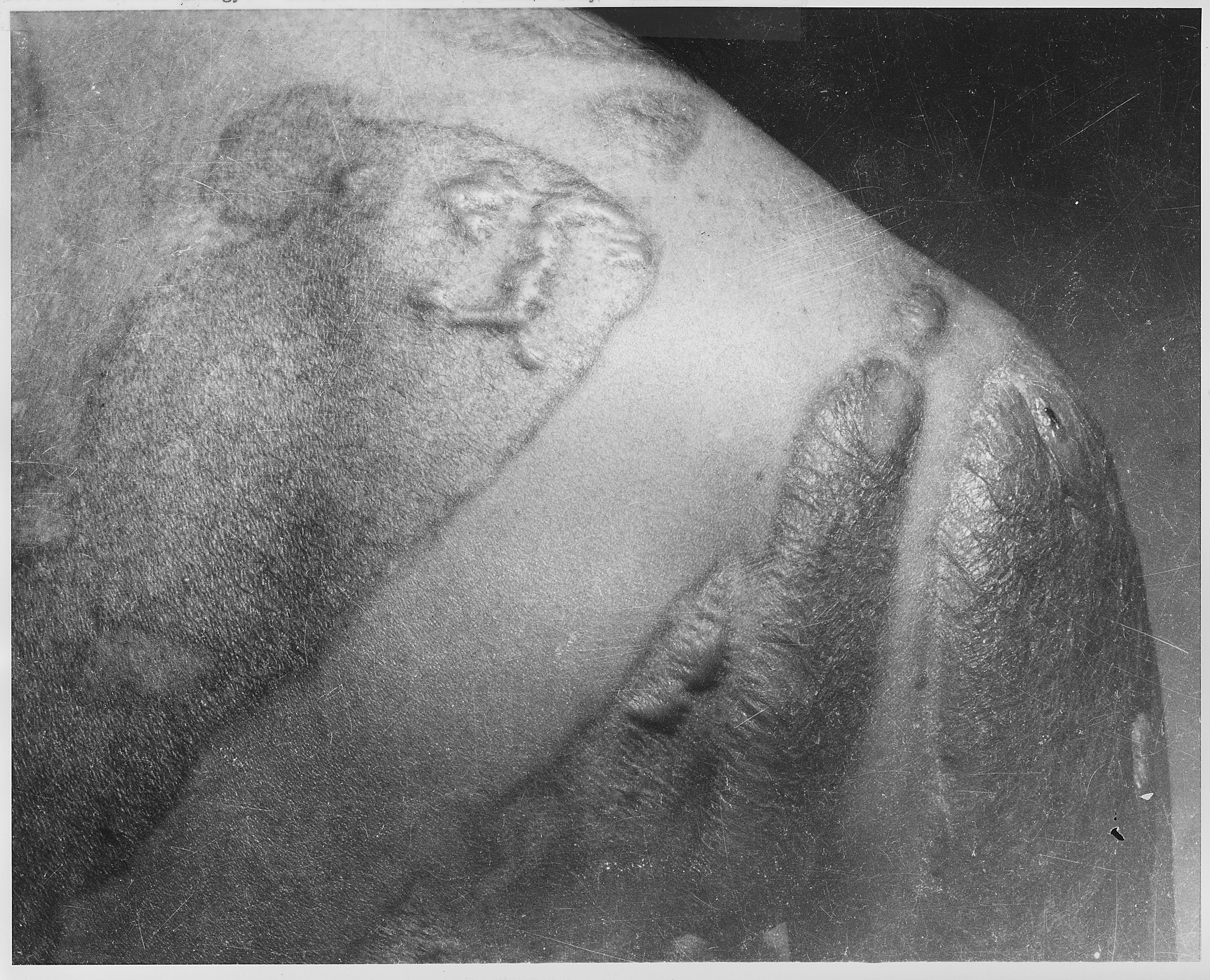
اثرات تشعشعات اتمی بر انسان

امواج الکترومغناطیسی موجب اخلال زیستی در سیستم بدن انسان می‌شوند. اصلی‌ترین تأثیر آن‌ها، تأثیر بر مغز، قلب و بانوان باردار است. در صورتی که بیشتر از ۱۰ میلی گاوس در معرض این امواج باشیم، دچار سرطان سینه و تومورهای مغزی می‌شویم. در صورتی که میزان تشعشع به بیش از ۱۶ میلی گاوس افزایش پیدا کند، احتمال سقط جنین نیز افزایش پیدا می‌کند. این‌ها تاثیرهای امواج با فرکانس‌های بالا است. حتی امواج با فرکانس پایین نیز می‌توانند موجب مشکلات هورمونی بشوند. تولید هورمون ملاتونین در اثر این امواج با اخلال روبرو شده‌است و می‌تواند موجب بیماری آلزایمر، پارکینسون و دیگر مریضی‌های عصبی و چشمی شود. در صورتی که در معرض امواج الکترومغناطیس قرار بگیریم، مرگ نورون‌ها در مغز رخ می‌دهد. یک پروتئین به نام ملاتونین وجود دارد که در مغز تولید می‌شود و از مغز در برابر بسیاری از بیماری‌ها مانند آلزایمر محافظت می‌کند. قرار گرفتن در معرض امواج با فرکانس پایین موجب کاهش سطح تولید ملاتونین می‌شود. ازین رو سیستم ایمنی در برابر این چنین بیماری‌ها، از بین می‌رود و سطح کلسیم سلول‌های مغز کاهش پیدا می‌کند و موجب کاهش بیشتر سطح اکسیژن می‌شود که ممکن است موجب ایجاد حالت کما در فرد شود. همچنین، ممکن است بعضی سم‌ها در سلول‌های عصبی مغز ایجاد شود که موجب بلوکه شدن نورون‌ها و گاهی مرگ فرد می‌شود. این امواج همچنین موجب ایجاد اخلال در جریان‌های الکتریکی ایجاد شده در مغز برای کنترل کلی بدن می‌شود که می‌تواند موجب فلجی شود. هنگامی که این تشعشع‌ها از داخل غذا عبور می‌کنند، بسیاری از مولکول‌ها به یون تبدیل شده و غذا سمی می‌شود. از جمله غذاهایی ممکن است موجب ایجاد سرطان بشود، گوشت غذایی است که بیش از بقیه مواد تحت تأثیر تشعشع قرار می‌گیرد. زمانی که گوشت فرآوری شده و برای خوراک آماده می‌شود، پر از تشعشع و مواد رادیو اکتیو می‌شود. علت اصلی این مورد این است که زمانی که مواد رادیواکتیو از طریق گیاهان و غذاها به بدن انسان منتقل شود، میزان این مواد در بدن افزایش می‌یابد.

## تأثیر امواج الکترومغناطیس بر گیاهان
مطالعات متعددی در زمینهٔ اثرات امواج الکترومغناطیسی بر گیاهان انجام شده‌است که نشان دهندهٔ تأثیر بر تغییر در جوانه زنی، تغییر الگوهای رشد، کاهش کلروفیل، ایجاد تغییرات در فتوسنتز، کاهش تولید بذر، تغییرات در اندازه بوته و عملکرد محصولات می‌تواند داشته باشد. با مطالعهٔ روند رشد درختان کاج در جنگل‌هایی که در نزدیکی آنها دکل‌های ایستگاه‌های رادیویی نصب شده، مشاهده شده‌است که رشد شعاعی درختان کاج در تمام قطعه‌هایی که تابش الکترومغناطیسی دریافت کرده‌اند کاهش یافته‌است. نمونهٔ دیگری بر روی درختانی که در حلقهٔ اصلی امواج بوده‌اند، نشان داد که این درختان دارای ظاهری ضعیف و حساس در مقابل بیماری‌ها و آفت‌ها شده‌اند، نوک شاخه‌های درختان که به صورت مستقیم با امواج ارتباط داشته‌اند، خشک شده‌اند و این اثر در مورد درختانی که ریشه‌هایی نزدیک به آب دارند، بیشتر قابل مشاهده بوده‌است. همچنین بررسی‌ها نشان می‌دهد که بذر برخی از گیاهان با قرارگیری در معرض فرکانس‌های خاص با کاهش کلروفیل در برگ‌هایشان مواجه می‌شوند همچنین قرارگیری گیاه گوجه فرنگی در معرض این امواج باعث تغییر در برخی از ژن‌های آن می‌شود. نتایج این مطالعات و مطالعات مشابه نشان می‌دهد که افزایش آلودگی‌های الکترومغناطیسی می‌تواند اثرات مخربی بر روی محیط زیست از جمله گیاهان و کیفیت تولید بذر در آن‌ها داشته باشد.